# La Dixième Victime
Ne doit pas être confondu avec La Septième Victime (film, 1943) ou La Septième Victime (nouvelle).
Pour plus de détails, voir Fiche technique et Distribution.
La Dixième Victime (titre original : La decima vittima) est un film franco-italien réalisé par Elio Petri et sorti en 1965.

## Synopsis
Dans un futur proche, les gouvernements ont décidé de canaliser les pulsions meurtrières de leurs concitoyens afin d'éviter de nouveaux conflits. Pour cela, une « grande chasse », à laquelle chacun peut participer, a été organisée. Les règles sont simples : chaque participant doit survivre à 10 chasses, en étant alternativement le chasseur et la proie, les rares personnes qui y parviennent devenant riches et célèbres.
Caroline, une Américaine, en est à sa 10e et dernière participation. Pour triompher de cette ultime épreuve, elle doit tuer sa proie, un Italien nommé Marcello qui a 6 victoires à son actif. Désireuse de maximiser ses gains, Caroline passe un contrat avec une compagnie de thé pour que la mise à mort se fasse dans un lieu romain prestigieux, au beau milieu du tournage d'un spot publicitaire.

## Fiche technique
- Titre italien : La decima vittima
- Titre français : La Dixième Victime
- Réalisation : Elio Petri
- Scénario : Tonino Guerra, Giorgio Salvioni, Ennio Flaiano et Elio Petri, d'après la nouvelle « The Seventh Victim » de Robert Sheckley
- Musique : Piero Piccioni
- Photographie : Gianni Di Venanzo, assisté par Pasquale De Santis (cadreur)
- Montage : Ruggero Mastroianni
- Production : Carlo Ponti
- Pays de production :  Italie -  France
- Langue originale : italien (certains acteurs doublés en italien en postsynchronisation)
- Format : couleur (Technicolor) — 1,85:1
- Genre : science-fiction, action, comédie
- Durée : 92 minutes
- Dates de sortie :
  - Italie : 1er décembre 1965
  - France : 10 février 1967
- Affiche : Giuliano Nistri (Italie)

## Distribution
- Marcello Mastroianni : Marcello Poletti
- Ursula Andress (VO : Maria Pia Di Meo) : Caroline Meredith
- Elsa Martinelli : Olga, la maîtresse de Marcello
- Salvo Randone : Le professeur
- Massimo Serato (VO : Pino Locchi) : l'avocat
- Milo Quesada : Rudi
- Luce Bonifassy : Lidia, l'ex-femme de Marcello
- George Wang : l'agresseur chinois
- Evi Rigano : la victime
- Walter Williams : Martin
- Richard Armstrong : Cole
- Antonio Ciani

et non crédités au générique final
- Jacques Herlin : l'homme qui explique les règles de la Grande chasse
- Wolfgang Hillinger : Baron Von Aschenberg, la 2e victime
- Mickey Knox : Chet
- Anita Sanders : Astrid, la fille du Relaxatorium

## Commentaires

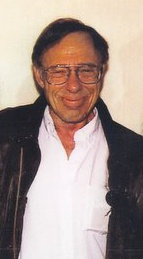
L'écrivain Robert Sheckley au milieu des années 1990.

Le scénario est tiré d'une nouvelle de Robert Sheckley intitulée « The Seventh Victim » (« La Septième Victime ») publiée en 1953 dans la revue Galaxy Science Fiction. Afin de ne pas porter confusion avec le film La Septième Victime (1943), l'adaptation cinématographique de la nouvelle porte le nombre de manches du jeu à 10, chaque participant étant 5 fois le chasseur et 5 fois la proie.
Dans la nouvelle, dont l'action se déroule à New York, le crime a été légalisé par la création du ECB (« Emotional Catharsis Bureau », ou « Service de catharsis émotionnelle ») qui regroupe chasseurs et proies. Environ un tiers de la population y participe, mais bien rares sont ceux qui parviennent au bout des 7 épreuves. Par ailleurs, des combats de gladiateurs et des « courses à la mort » sont également organisées pour divertir la population. Parvenu à sa 7e et dernière participation, un homme doit abattre une jeune femme mais se met à éprouver des sentiments pour elle.
Le film adapte assez fidèlement la nouvelle à l'écran, avec quelques variantes. Outre le nombre de manches qui passe de 7 à 10 et l'inversion des rôles (l'homme est maintenant la proie), la fin est également différente. Le film approfondit aussi la relation ambiguë entre le chasseur et la proie, se livrant en permanence au jeu du chat et de la souris.
La Dixième Victime est également une satire sociale du devenir de l'humanité. Dans cette dystopie, le divorce n'existe plus en Italie, les comics sont de la grande littérature, les vieillards sont légués à l'État (probablement pour être euthanasiés), la prostitution se fait dans des "stations-service de relaxation" ... La Grande chasse elle-même fait partie de la vie courante : il existe un ministère de la Grande chasse avec son administration, ses services, ses guichets. Le meurtre y est banalisé, les policiers laissent les personnes s'entretuer avant de demander au survivant de montrer sa carte de joueur et de le féliciter, sans oublier de lui infliger une contravention si par malheur il s'est mal garé avant de commettre son forfait. Même les passants ne prêtent plus guère attention aux meurtres effectués en public, et des lois régissent les lieux où les meurtres sont autorisés et ceux où ils sont proscrits : bars, restaurants, écoles maternelles... au grand dam des chasseurs.
Marcello tente avant tout de survivre dans ce monde voué à la déchéance. Abandonné par sa femme qui a dépensé tout l'argent empoché avec ses 6 précédentes victoires, il subsiste en animant avec une émotion toute simulée (à l'aide de pilules lacrymogènes) les cérémonies d'une secte vouant un culte au Soleil, et prolonge la vie de ses parents en les cachant derrière un faux mur dans son appartement.

## Autour du film
Les deux acteurs principaux sont alors à l'apogée de leur carrière : Marcello Mastroianni a été révélé dans La dolce vita en 1960, film qui lui donnera sa réputation de « latin lover » dont il aura du mal à se défaire. Pour sa part, Ursula Andress a aussi une image de sex symbol depuis son apparition en bikini dans James Bond 007 contre Dr. No (1962).
Elio Petri décrit lui-même La Dixième Victime comme « un film pop » : « Mon idée était aussi de donner une hypothèse du futur, en dilatant les défauts de la réalité contemporaine ». Le film tout entier baigne dans une atmosphère très stylisée, que ce soit les décors, les costumes (la rumeur dit que tous les costumes du film auraient été conçus par André Courrèges, bien qu'en réalité c'est le costumier Giulio Coltellacci qui est crédité au générique) ou la musique.

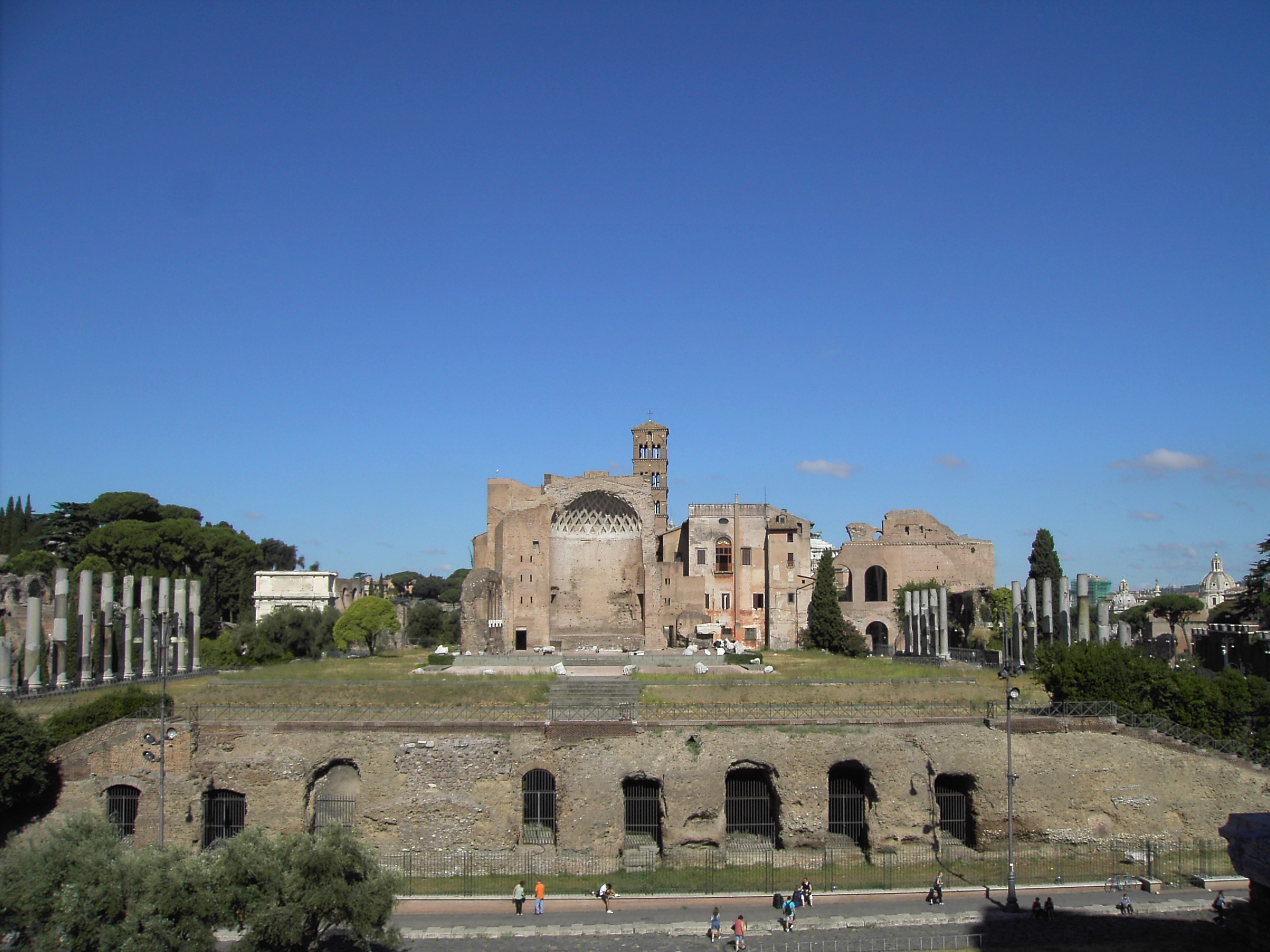
Le Temple de Vénus joue un rôle central.

L'un des principaux décors du film est le Temple de Vénus et de Rome, où Caroline doit abattre Marcello lors du tournage d'un spot publicitaire, avec le Colisée en arrière-plan.
La chanson Spiral Waltz interprétée par Mina, a été composée par Piero Piccioni avec des paroles de Sergio Bardotti. Elle a été reprise par le groupe The Transistors pour leur album Modern Landscape en 2008.
Parmi les clins d'œil disséminés dans le film, on notera les noms des rues : « Fellini » (pour le réalisateur Federico Fellini), « Rota » (pour le compositeur Nino Rota). Caroline tue sa précédente victime à New York au Masoch Club (une allusion au caractère masochiste inhérent à la Grande chasse) en usant d'une méthode pour le moins originale : des armes dissimulées dans son soutien-gorge (tout comme les Fembots dans Austin Powers une trentaine d'années plus tard).
Sheckley effectua lui-même la mise en roman du film en 1965, sous le même titre, The Tenth Victim (traduit en français en 1966 sous le titre La Dixième Victime). D'autres œuvres de Sheckley furent adaptées au cinéma par la suite : Condorman (1981), Freejack (1992).
L'écrivain avait déjà repris le thème de la chasse à l'homme dans la nouvelle Le Prix du danger (1958) qui inspirera des films comme Le Prix du danger d'Yves Boisset (1983), Le Gladiateur du futur de Joe D'Amato (1983) ou indirectement Running Man de Paul Michael Glaser (1987), ce dernier étant tiré du roman Running Man (1982) de Stephen King.
Le thème de la chasse à l'homme sous forme de jeu avait déjà été abordé auparavant : en premier lieu, Les Chasses du comte Zaroff d'Ernest B. Schoedsack et Irving Pichel (1932) et ses nombreux remakes parmi lesquels A Game of Death de Robert Wise (1945) ou La Course au soleil de Roy Boulting (1956).
Un remake de La Dixième Victime fut annoncé en 2001 sous la direction de John McTiernan avec Brendan Fraser dans le rôle de Marcello, mais aucune suite ne fut donnée. Pour le rôle de Caroline, des actrices comme Rebecca Romijn-Stamos ou Catherine Zeta-Jones étaient pressenties.
A noter que Marcello roule à bord d'une Citroën DS, modèle 1960, dits "à ailes cendriers" dont la particularité est d'avoir un toit totalement translucide, en plexiglas, spécialement construit pour le film, et les prises de vues de l'intérieur du véhicule.